# Матлокіт
Матлокіт (рос. матлокит; англ. matlockite; нім. Matlockit m) — мінерал, хлорофлуорит свинцю ланцюжкової будови.

## Загальний опис
Хімічна формула: PbFCl.
Містить(%): Pb — 79,19; F — 7,26 %; Cl — 13,55.
Сингонія тетрагональна.
Дитетрагонально-дипірамідальний вид.
Утворює таблитчасті кристали або грубопластинчасті агрегати, тонкі спайні пластинки.
Спайність по базопінакоїду.
Густина 7,12.
Твердість 3,0-3,5.
Колір жовтий або зеленуватий.
Блиск від алмазного до перламутрового.
Крихкий.
Злам нерівний до напівраковистого.
Продукт зміни ґаленіту або свинцевих шлаків.
Зустрічається в зоні окиснення свинцевих рудних родовищ.
Рідкісний.
За назвою гори Матлок (Англія), де мінерал був знайдений уперше (R.P.Greg, 1851).